# Viceministerio de Comercio Exterior del Perú
El Viceministerio de Comercio Exterior del Perú es el Despacho Viceministerial dependiente del Ministerio de Comercio Exterior y Turismo, en el cual se encarga de la política 

## Funciones
- Formular, proponer, dirigir, ejecutar y evaluar la política nacional, los planes y programas de desarrollo en materia de comercio exterior e integración, acorde con la política general del Estado;
- Formular y proponer la política de integración física y de integración fronteriza, en coordinación con el Ministerio de Relaciones Exteriores y con los demás Sectores de la Administración Pública, en el ámbito de su competencia;
- Determinar de conformidad con la política nacional de comercio exterior, la priorización de la estrategia y conducción de las negociaciones de la Agenda Comercial en el marco de los esquemas de integración, los foros de comercio internacional, y en el Foro de Cooperación Económica Asia-Pacífico en el ámbito de su competencia y otros que corresponda; así como la estrategia de promoción comercial y desarrollo de la oferta exportable;
- Dirigir y coordinar la posición negociadora del país en las negociaciones de la Agenda Comercial en el marco de la OMC, ALCA, CAN, ALADI y acuerdos bilaterales, entre otros, en coordinación con el Ministerio de Relaciones Exteriores y con los demás Sectores de la Administración Pública, en el ámbito de su competencia;
- Coordinar con los sectores correspondientes las propuestas de la Agenda Comercial que emanen de los países y grupos de países, organismos de integración y foros de comercio internacional;
- Actuar como coordinador entre el Gobierno Peruano y los organismos internacionales de integración en lo que concierne a la Agenda Comercial;
- Proponer y gestionar las actividades encaminadas al logro y aprovechamiento de las preferencias comerciales otorgadas unilateralmente por terceros países;
- Formular y proponer los proyectos de dispositivos legales que incorporen al Ordenamiento Jurídico Nacional, cuando sea el caso, los Acuerdos, Decisiones, Resoluciones y demás normas emanadas de las negociaciones comerciales internacionales; así como los que normen las actividades relacionadas con el comercio exterior; y supervisar el cumplimiento de los mismos;
- Representar al ministro, por delegación o encargo, en los ámbitos de su competencia;
- Proponer al ministro las delegaciones del MINCETUR ante los organismos internacionales que aborden temas relacionados con el ámbito de su competencia y a los candidatos para ejercer la representación del sector privado ante el Consejo Consultivo Empresarial (ABAC) y ante el Foro de Cooperación Económica Asia Pacífico (APEC);
- Definir los mecanismos de difusión de los acuerdos comerciales, los esquemas de integración y las negociaciones comerciales internacionales;
- Establecer alianzas estratégicas con el sector público y privado a fin de lograr el mejor aprovechamiento de las preferencias arancelarias negociadas en los acuerdos comerciales y esquemas de integración;
- Generar y promocionar la nueva oferta exportable a fin de contribuir con el incremento de las exportaciones peruanas;
- Promover el desarrollo de acciones de capacitación a fin de generar conciencia exportadora en el sector productivo nacional;
- Evaluar y supervisar las actividades de promoción de comercio exterior y coordinar con las instituciones correspondientes, incluyendo los Gobiernos Regionales y Locales, las actividades de promoción de comercio exterior;
- Coordinar y evaluar con los organismos públicos descentralizados, proyectos y comisiones correspondientes al sector, las acciones vinculadas al ámbito de su competencia;
- Supervisar el cumplimiento de las disposiciones legales internacionales que normen las actividades relacionadas con el comercio exterior;
- Proponer la política y los mecanismos para el desarrollo de las actividades en las Zonas Francas, de Tratamiento Especial Comercial y las Zonas Especiales de Desarrollo, en el ámbito de su competencia;
- Autorizar la realización de ferias internacionales o eventos similares de carácter internacional, así como autorizar la participación de expositores nacionales en las ferias internacionales, conforme a Ley;
- Ejercer la Vicepresidencia del Consejo Nacional de Negociaciones Comerciales y coordinar los aspectos relativos al mismo;
- Dirigir las acciones de planeamiento estratégico y estudios económicos relacionados con el comercio exterior, y evaluar su aplicación, en coordinación con las entidades competentes;
- Expedir Resoluciones Viceministeriales en las materias de su competencia o que le hayan sido delegadas;
- Emitir opinión previa sobre los proyectos de normas legales y administrativas, u otros, que tengan relación con el ámbito de su competencia;
- Las demás funciones que le asigne el ministro y las que le corresponda según las normas legales vigentes.

## Estructura
- Dirección General de Investigación y Estudio sobre Comercio Exterior
- Dirección General de Políticas de Desarrollo de Comercio Exterior
- Dirección General de Facilitación del Comercio Exterior
- Dirección General de Negociaciones Comerciales
- Dirección General de Jurídica Comercial Internacional

## Lista de viceministros

### Viceministros de Turismo, Integración y Negociaciones Comerciales Internacionales
- Héctor Gadea Rubio
- Percy Tábory Andrade
- Juan Gil Ruiz
- Liliana Canale Novella (1992-1994)
- Pablo de la Flor Belaúnde (1994-1996)
- Diego Calmet Mujica (1996-1999)

### Viceministros de Integración y Negociaciones Comerciales Internacionales
- Alfredo Ferrero Diez-Canseco (1999-2002)

### Viceministros de Comercio Exterior
- Alfredo Ferrero Diez-Canseco (2002-2003)
- Pablo de la Flor Belaúnde (2003-2006)
- Luis Alonso García Muñoz-Nájar (2006-2007)
- Eduardo Ferreyros Küppers (2007-2010)
- Carlos Posada Ugaz (2010-2013)
- Edgar Vásquez Vela (2013-2018)[1]
- Sayuri Bayona Matsuda (2018-2020)[2]
- Diego Llosa Velásquez (2020-2022)[3]
- Teresa Stella Mera Gómez (2022-)[4]